# SN 1975K
SN 1975K – supernowa odkryta 9 sierpnia 1975 roku w galaktyce NGC 6195. W momencie odkrycia miała maksymalną jasność 17,80m.